# Fernando Lima
Fernando Lima (Buenos Aires, 7 de mayo de 1975) es un cantante de música popular en español y música clásica europea con voz de contratenor nacido en Argentina.

## Vida y carrera
Fernando Lima nació en Buenos Aires, y a la edad de 10 años, se mudó a Madrid, España. Terminó la carrera en voz y saxofón en San Lorenzo de El Escorial, en Madrid, y participó gracias a una beca en el programa de posgrado de la Escuela Superior de Música Reina Sofía de Madrid. A la edad de 21 se mudó a Londres, Inglaterra para continuar sus estudios de doctorado en música y ópera del Barroco y el Renacimiento en el Trinity College of Music; él también se enlistó en el Coro Monteverdi. Estelarizó la Comedia Musical P@ssword la clave de tu vida de Linet con Margarita Magaña. En 2007 firmó con las discográficas EMI Classics y EMI Latin.
Lima vivió en México durante casi 11 años, donde trabajó con varios artistas, viajando por México y realizando interpretaciones también en Canadá, Estados Unidos, Panamá, Colombia, Venezuela, Belice, Chile, Argentina, España, Italia, Francia, Grecia, Alemania, los Países Bajos y Austria. Su álbum debut fue lanzado el 5 de febrero de 2008. También colaboró en la canción de Sarah Brightman Pasión, la cual se convirtió en el tema principal de la telenovela mexicana del mismo nombre.

## Discografía

### Álbumes
- Pasión (2008)

### Sencillos
- Pasión (junto a Sarah Brightman) (2007) (usada para la telenovela Pasión del año 2007-2008)